# Berkenthin
Berkenthin é um município da Alemanha, distrito de Lauenburg, estado de Schleswig-Holstein. Berkenthin é a sede da associação municipal homónima.